# Ebles di Roucy
Ebles di Roucy (1040 ca. – maggio 1103) fu II conte di Roucy della casata dei Montdidier. Figlio e successore di Hilduin IV di Montdidier e di Alix di Roucy. Egli è noto soprattutto per la sua partecipazione alla Reconquista e per essere stato uno dei baroni ribelli dell'Île-de-France che vennero soggiogati da Luigi VII di Francia quando era ancora un principe. La vita e le opere di Ebles vennero riassunte dall'abate Sugerio di Saint-Denis in questo modo: uomo di grande valore, egli divenne così audace da partire per la Spagna con un esercito degno di un re per la sua grandezza, tuttavia i suoi atti lo resero violento e rapace nei saccheggi.

## La crociata mancata
Il 30 aprile 1073 Papa Gregorio VII autorizzò una nuova Crociata contro i Mussulmani di Spagna. La Guerra di Barbastro iniziata una decina di anni prima era finita con successo, ma non s'erano portati a casa risultati destinati a durare nel tempo e nella bolla papale Gregorio specificò la sovranità vaticana su tutta la Spagna sostenendo che essa apparteneva di diritto a San Pietro e che questo diritto veniva ora ceduto ad Ebles. I negoziati fra lui e la Santa Sede erano stati condotti da Gregiorio in persona quando era ancora Legato papale, prima di salire al soglio il 22 aprile 1073, e dalla sua corrispondenza emerge che erano già intercorse delle lettere fra Ebles e il suo predecessore Papa Alessandro II. Dalla corrispondenza emerge che fra i due venne stretto un patto secondo il quale Ebles avrebbe tenuto le terre conquistate come se fossero un feudo papale e i frammenti sopravvissuti di una bolla di Alessandro II testimoniano come venne garantita un'Indulgenza plenaria per l'avvio di quella guerra santa che, benché venga ordinariamente attribuita a quella di Barbastro, potrebbe essere stata rilascia a Ebles in persona.
Ebles era probabilmente imparentato con Sancho Ramírez di Aragona, Re d'Aragona, ed entrambi sarebbero stati discendenti dai Duchi d'Aquitania.
Il 25 maggio 1073 Sancho IV Garcés di Navarra e il suo vicino al-Muqtadir, Taifa di Saragozza, strinsero un'alleanza in vista della minacciata crociata. Tuttavia la tanto temuta aggressione non ebbe luogo, per motivi che rimangono ignoti, o quanto meno non lasciò traccia nei registri della sua realizzazione che, se ci fu, ottenne davvero scarsi risultati. Secondo alcuni storici la crociata venne osteggiata dal legato e Cardinale Geraldo di Ostia facente parte della Congregazione cluniacense la quale supportava il Regno di Castiglia e León contro quello di Aragona. Il papato sotto i regni di Alessandro e Gregorio appoggiò sempre gli aragonesi e alcune delle azioni che Alfonso VI di León fece quell'anno possono essere considerate una risposta alla progettata crociata. La nomina di Geraldo, quale legato papale e di Reimbaldo quale legato in Spagna possono essere considerati un tentativo di Alessandro II di blandire Alfonso o il suo predecessore Sancho II di Castiglia che le loro pretese sui Parias di Saragozza, che, insieme all'alleata Navarra si sentiva minacciata dall'imminente crociata, non fossero in pericolo. Quando però fu Gregorio a divenire papa rimosse Geraldo dall'incarico affidandolo al monaco dei Benedettini Hugh il candido, un veterano della guerra di Barbastro e amico del re di Aragona. 
Nel febbraio 1074 Gregorio era impegnato nello spingere Sancho, vassallo papale fin dal 1069, ad agire contro i musulmani e fu attorno a questo periodo che egli prese in moglie Felicia, una delle sorelle di Ebles.

## Il nobile turbolento
Secondo l'abate Sugerio Ebles e suo figlio Guiscardo erano entrambi uomini valenti, ma turbolenti e tirannici che spesso finivano per saccheggiare i territori dell'Arcidiocesi di Reims e più di cento reclami vennero sporti contro Ebles alla corona durante il regno di Filippo I di Francia. Quando fu suo figlio Luigi ricevette delle lamentele contro di loro mise insieme un esercito ed entrò nei territori di Reims combattendo contro Ebles ed altri baroni riottosi, in gran parte imparentati con Ebles, per circa un paio di mesi. Alla fine il principe lasciò la regione solo dopo che Ebles ebbe giurato che avrebbe rispettato le chiese e dopo aver ricevuto un certo numero di ostaggi. I negoziati circa il possesso del castello di Neufchâtel-sur-Aisne vennero invece rimandati ad altra data.
Quando Tommaso di Marle entrò in possesso, grazie al matrimonio, della fortezza di Montaigu Ebles si alleò con Enguerrand di Bova per cacciarlo e mentre loro tentavano di circondarlo nel tentativo di convincerlo alla resa Tommaso scappò alla corte reale dove aveva mandato dei messi con ricchi doni e convinse Luigi ad accorrere in sua difesa. Ebles, volendo rispettare il giuramento fatto in precedenza non volle far guerra al principe, tuttavia i due eserciti si fronteggiarono per un paio di giorni fino a che gli uomini di Luigi non ebbero la meglio su quelli di Ebles ed Enguerrand.
Attorno al 1082 Ebles donò la propria porzione della strada di Mortcerf all'abbazia di Sain Martin a Pontoise.
Secondo l'Alessiade Ebles sposò Sibilla, una delle figlia di Roberto il Guiscardo.
Ebles morì nel maggio 1103.